# Chloé Charles
Chloé Charles, née le 8 novembre 1986[réf. nécessaire], est une cheffe cuisinière indépendante. Elle est notamment connue pour promouvoir des pratiques plus écoresponsables dans l'univers de la cuisine et de la restauration.

## Biographie

### Parcours professionnel
Chloé Charles grandit à Paris et s'initie à la cuisine lors de vacances chez ses grands-parents en Bretagne. Au lycée, elle obtient son baccalauréat littéraire tout en suivant des cours de cuisine. Elle passe ensuite un CAP Cuisine à l'école Ferrandi.
À partir de 2004, elle entre en apprentissage et travaille pour plusieurs restaurants : l'Épi Dupin, le restaurant Lasserre où elle apprend à cuisiner le poisson, l'Astrance où elle travaille les légumes, à Paris ; puis la Maison Pic à Valence ; et le restaurant Versance à Paris, où elle apprend la pâtisserie. Entre 2011 et 2012, Chloé Charles est cheffe de partie auprès du chef David Toutain au restaurant Agapé Substance, puis seconde au restaurant Septime entre 2012 à 2014, avec le chef Bertrand Grébault.
En 2017, elle devient cuisinière indépendante et est la première cheffe accueillie au restaurant Fulgurances à Paris. Elle fonde ensuite son entreprise et fournit des prestations culinaires à des entreprises, collectivités ou des particuliers,. En 2021, elle participe à la douzième saison de la série de téléréalité culinaire Top Chef.
En septembre 2022, Chloé Charles ouvre l’espace Lago, un appartement-restaurant privé pour 10 à 50 personnes ou jusqu’à 500 personnes en format hors-les-murs,.

### Vie privée
Chloé Charles épouse en 2019 la sommelière Gaëlle Bardout. Elles ont une fille, prénommée Olga, en 2020. Selon un article du Fooding, la participation de Chloé Charles à l'émission Top Chef a contribué à améliorer la visibilité des femmes lesbiennes qui travaillent dans le monde de la cuisine.

## Engagements
Chloé Charles est décrite comme une cuisinière « engagée », voire une « cheffe militante » pour une cuisine écoresponsable et « anti-gaspillage ». Elle conseille notamment des restaurants et des collectivités pour réduire leurs déchets en ne produisant que la nourriture qui sera effectivement consommée, et en cuisinant les restes. Elle recommande aussi de favoriser un approvisionnement local et de valoriser une cuisine plus végétale,. En 2019, elle est nommée marraine du label « Écotables » qui certifie des établissements de restauration écoresponsables.
Chloé Charles s'engage également pour rendre la cuisine accessible au plus grand nombre, en travaillant à éduquer les enfants au goût, en s'engageant auprès d'associations caritatives, ou en rendant la cuisine gastronomique accessible dans des endroits défavorisés.